# Parque Estatal Sierra Morelos
El Parque Estatal Sierra Morelos es un parque ubicado en los municipios de Toluca y Zinacantepec, al norte de las ciudades de Toluca de Lerdo y San Miguel Zinacantepec. El parque es una de las 90 Áreas Naturales Protegidas del Estado de México y está dedicado a la defensa ecológica y a la protección ambiental del Valle de Toluca.

## Historia
El parque se encuentra en una zona montañosa dentro del Valle de Toluca. La zona fue declarada Parque Estatal mediante un decreto del 22 de julio de 1976 y el 29 del mismo mes y del mismo año el parque fue inaugurado por el gobernador Jorge Jiménez Cantú y el Secretario General de Gobierno, Juan Monroy Pérez. En el momento de su inauguración el parque solo contaba con una extensión de 394.96 hectáreas y no fue hasta 1981, que mediante un decreto del 31 de agosto, publicado hasta el 15 de septiembre del mismo año, al parque se le agregaron 860.13 hectáreas, llegando a la extensión actual de 1,255 hectáreas.
En 2016 el parque fue remodelado, con una inversión de 1.8 millones de pesos en el que se entregaron nuevas infraestructuras y nuevo equipamiento para el parque, entre los que destacan una bodega, la colocación de puertas en los accesos principales y la pavimentación de la avenida principal del parque.

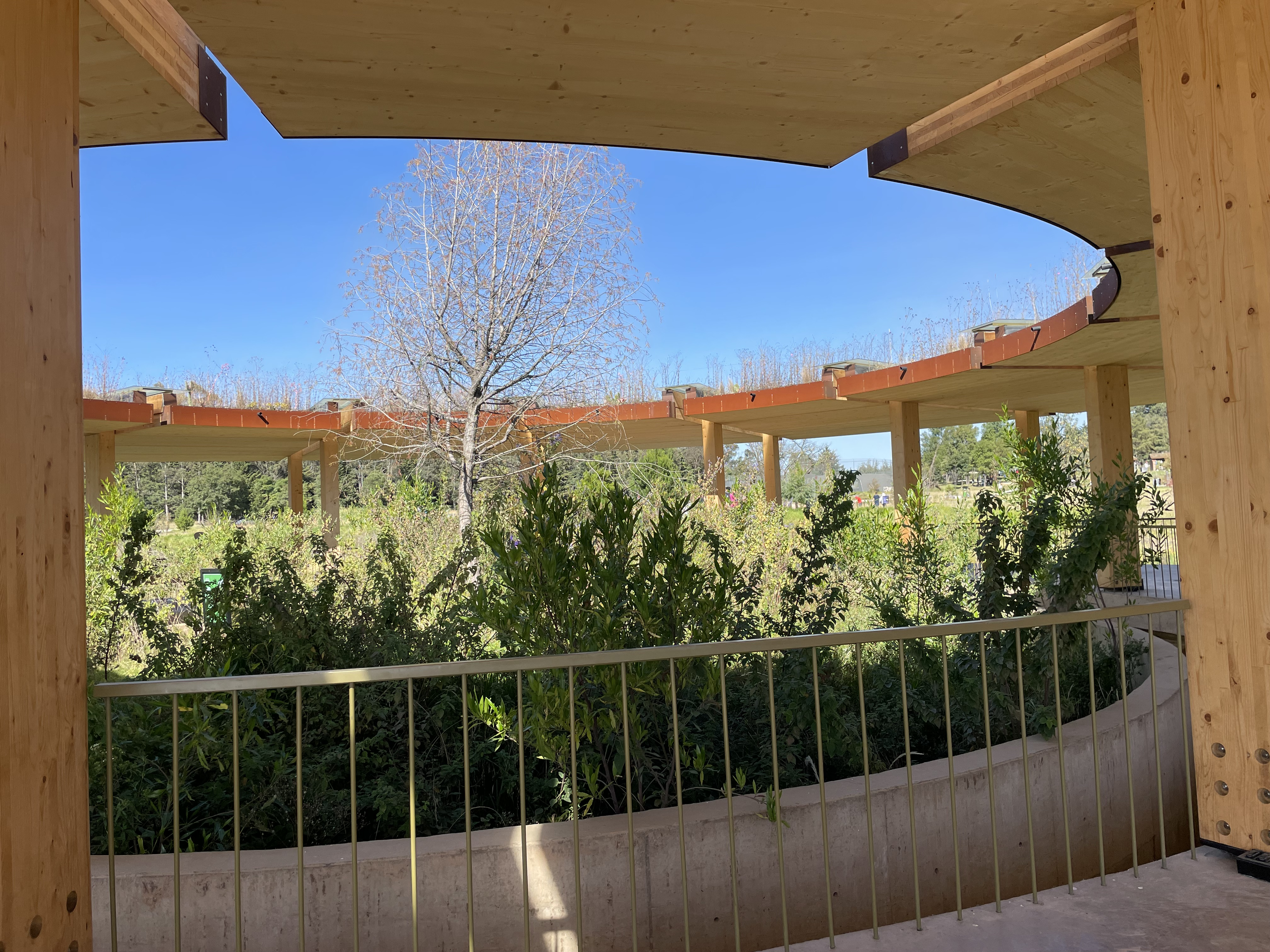
Exterior del Ajolotario del Parque Estatal Sierra Morelos

Para la remodelación de 2022, ordenada por el gobernador Alfredo del Mazo Maza, se construyó el Parque de la Ciencia Sierra Morelos dentro del parque estatal, el cual contiene un Ajolotario, donde los visitantes pueden observar las diferentes especies de ajolotes y las acciones para la conservación de las diferentes especies, una Casa del Murciélago, un lugar que protege a estos animales, Granjitas Zacango, donde se pueden conocer y acariciar los diferentes animales de granja, y diferentes lugares de preservación para aves migratorias como el pato mexicano, el pelicano americano, la gallereta y otras aves más.

## Flora
El parque, por su ubicación, cuenta con flora natural como encino, tejocote, capulin, cedro, pino, radiata, ocotes, eucaliptos, matorrales, agaves y nopales.

## Actividades
En el parque se puede realizar actividades como senderismo, pícnic, acondicionamiento físico, investigación, educación ambiental y fotografía de paisaje, también hay instalaciones para realizar eventos en el parque. Con la remodelación de 2022 se puede visitar el ajolotario dentro del Parque de la Ciencia y conocer las diferentes especies de ajolotes de la cuenca del Río Lerma y de otras zonas del país.

## Galería

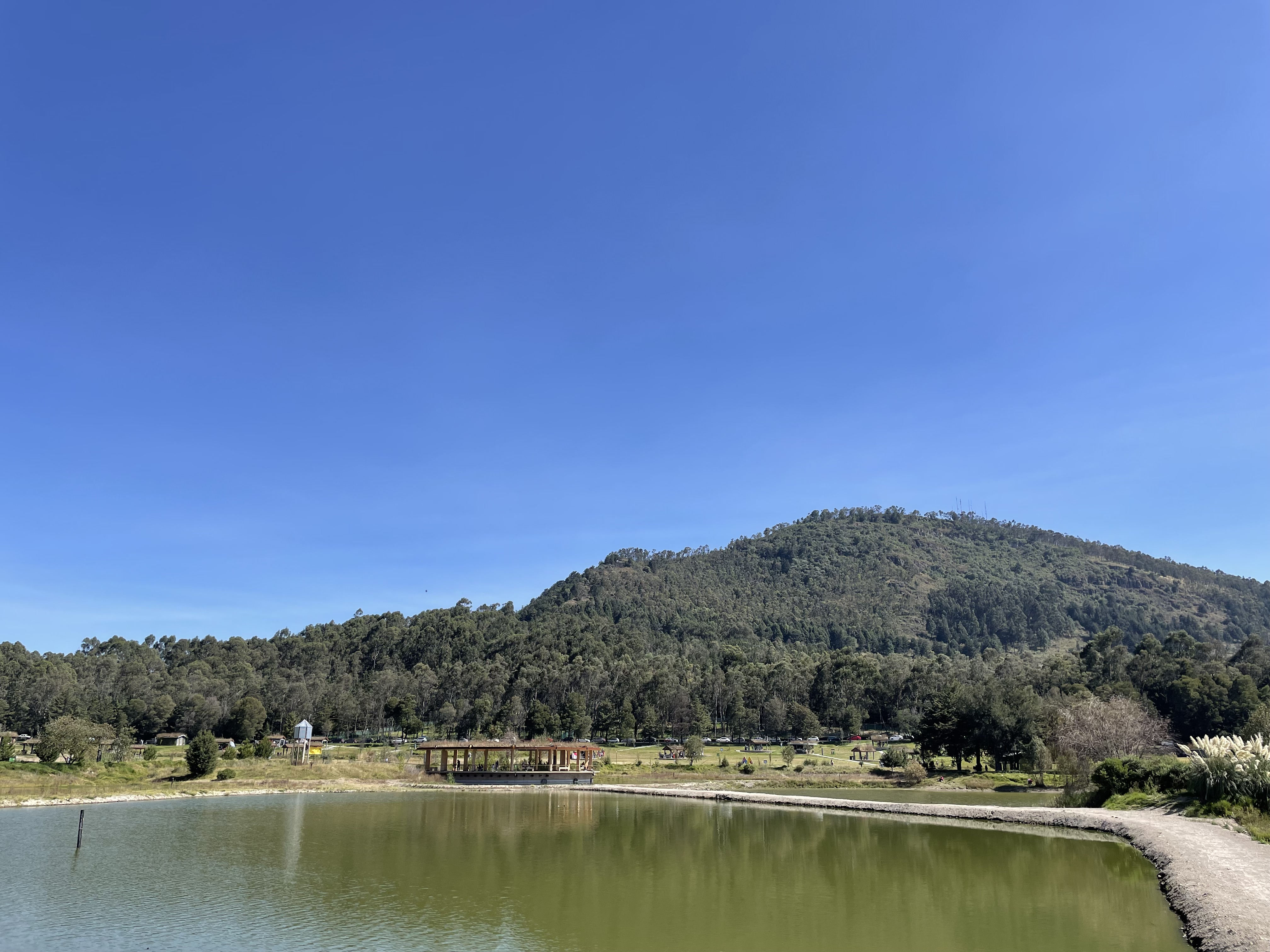
Lago artificial en el parque.
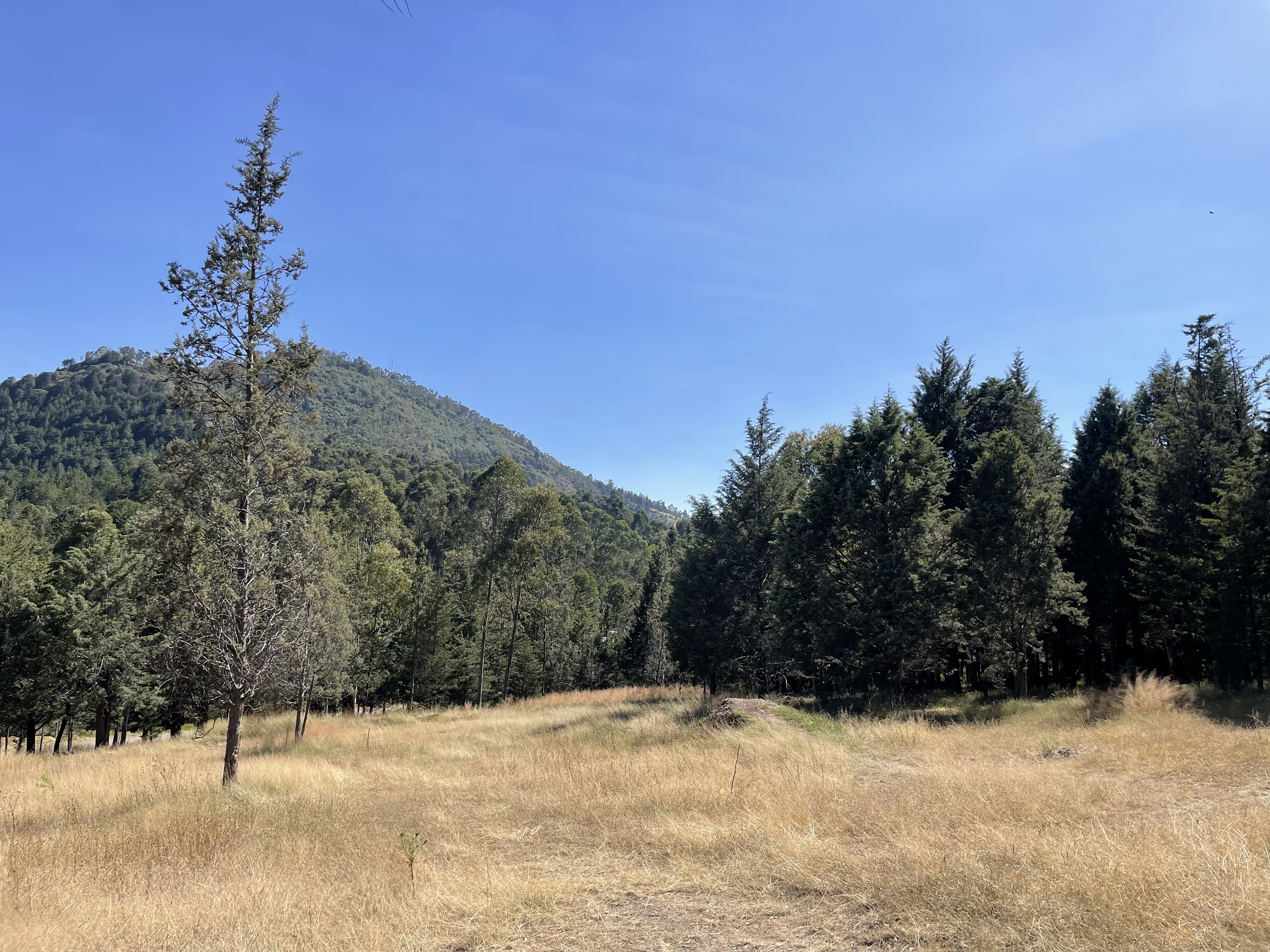
Zona de bosque en el parque.
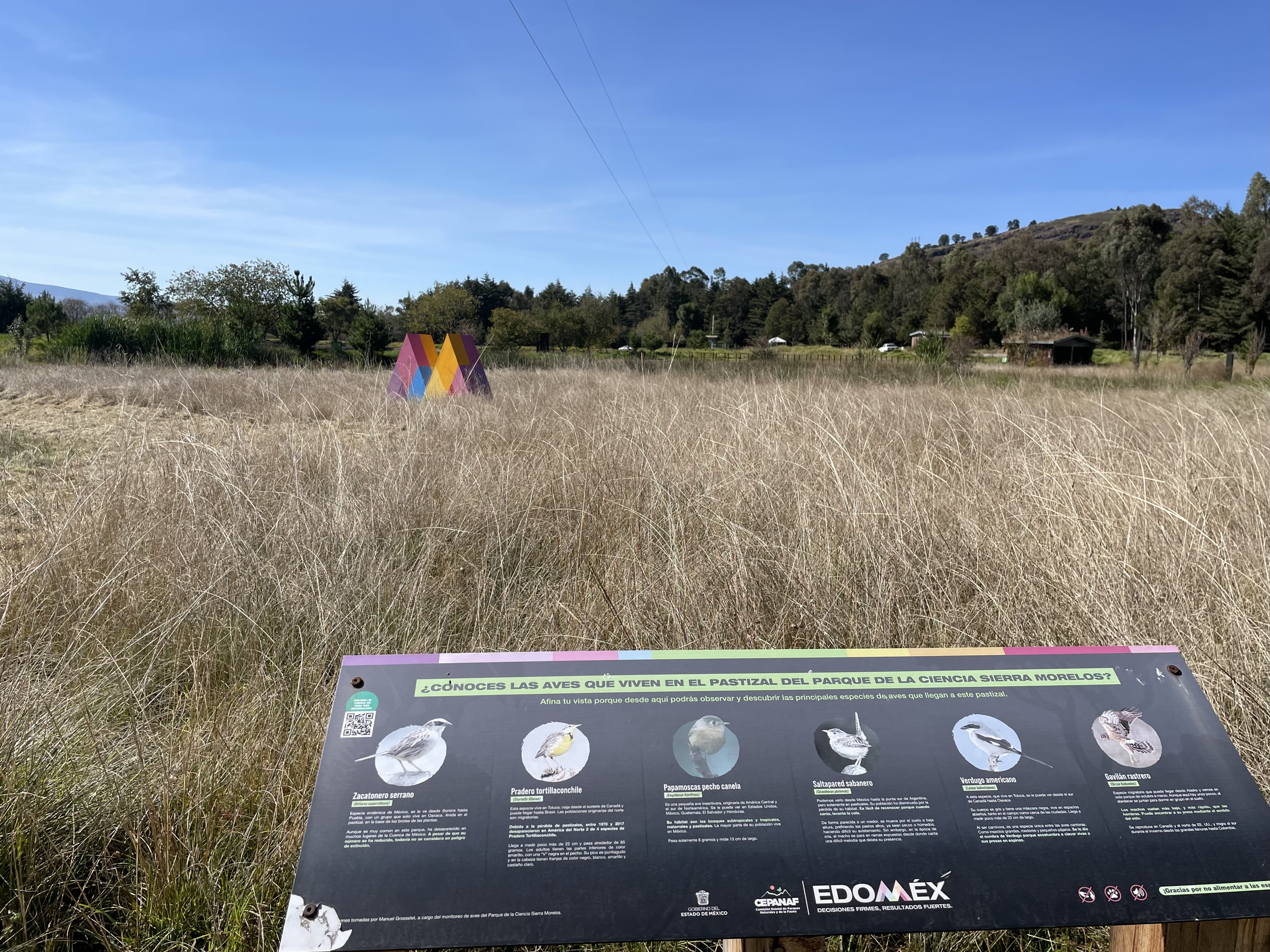
Pastizal en el parque.
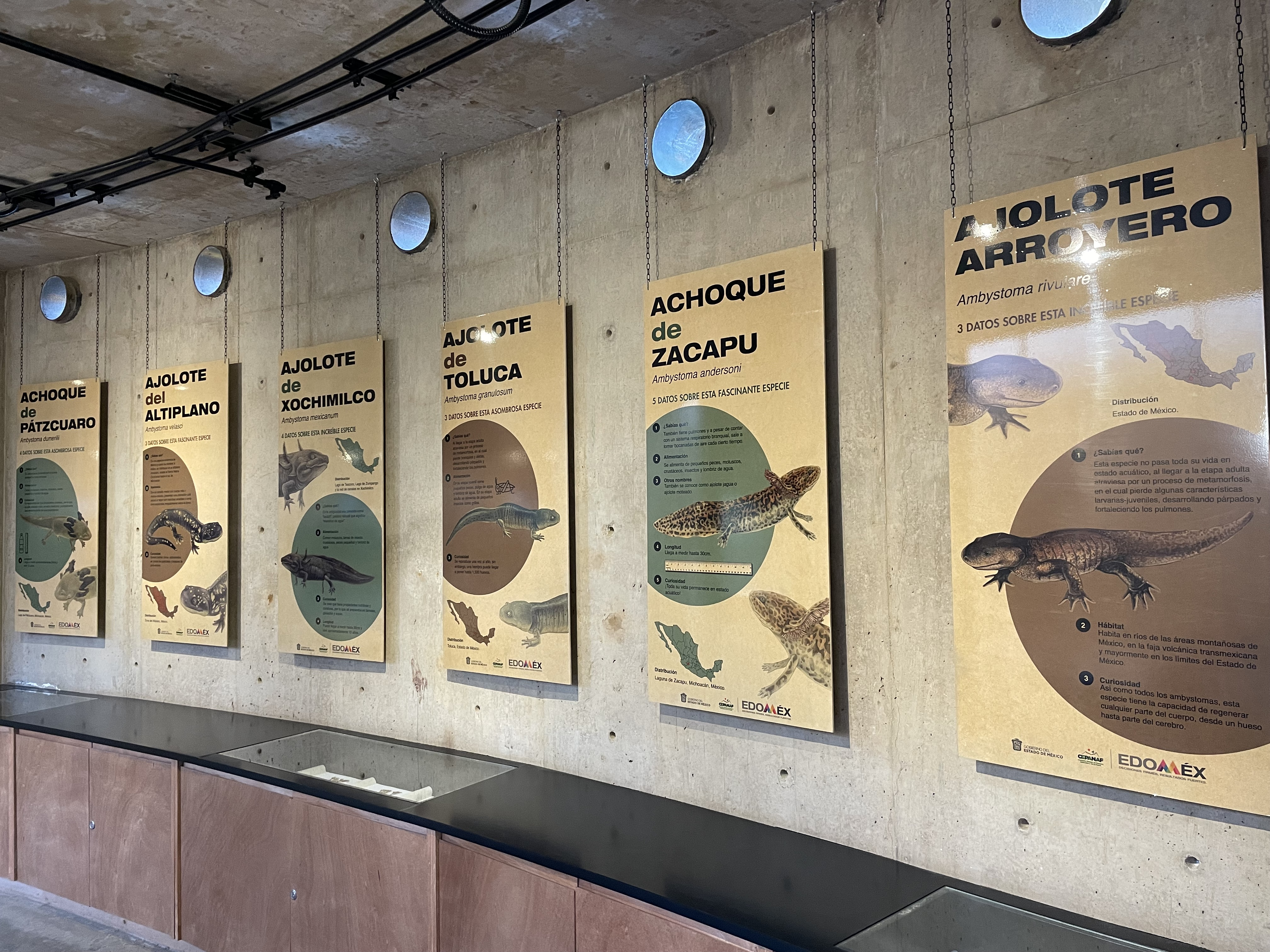
Información sobre ajolotes dentro del ajolotario del parque.